# Baicheng
Baicheng (cinese: 白城; pinyin: Báichéng) è una città-prefettura della Cina nella provincia dello Jilin.

## Suddivisioni amministrative
- Distretto di Taobei
- Da'an
- Taonan
- Contea di Zhenlai
- Contea di Tongyu